# General MacArthur
General MacArthur (Bayan ng General MacArthur) är en kommun i Filippinerna. Kommunen ligger på ön Samar, och tillhör provinsen Östra Samar. Folkmängden uppgår till 10 452 invånare.

## Barangayer
General MacArthur är indelat i 20 barangayer.
| - Alang-alang - Binalay - Calutan - Camcuevas - Domrog - Limbujan - Magsaysay - Osmeña - Pingan - Poblacion Barangay 1 - Poblacion Barangay 2 - Poblacion Barangay 3 - Poblacion Barangay 4 - Poblacion Barangay 5 - Poblacion Barangay 6 | - Poblacion Barangay 7 - Poblacion Barangay 8 - Laurel - Roxas - Quirino - San Isidro - San Roque - Santa Cruz (Opong) - Santa Fe - Tugop - Vigan - Macapagal - Aguinaldo - Quezon - Tandang Sora |